# Yamaha XSR 700
La Yamaha XSR 700 è una motocicletta di stile retro, prodotta dalla casa motociclistica giapponese Yamaha Motor dal 2015.

## Concezione
Progettata in collaborazione con Shinja Kimura combinando le linee nostalgiche della Yamaha XS 650 del 1976 con la base meccanica della MT-07 del 2014 con la quale condivide telaio, motore, sospensioni e freni. L'assemblaggio del modello per i mercati europei avviene nello stabilimento francese della MBK Europe, di proprietà della Yamaha, con pezzi di fabbricazione giapponese.

## Motore
Il motore a due cilindri in linea raffreddato a liquido viene dalla MT-07 con una cilindrata di 689 cm³ e una potenza massima di 55 kW (75 cv) a 9000 giri. Dispone dell'architettura "Crossplane" a scoppi irregolari che consiste in una fasatura a 270° che rende l'erogazione simile ad un bicilindrico a V con angolo di 90° tra le bancate. Le vibrazioni del propulsore vengono smorzate da un albero di equilibratura.